# Venangoleden

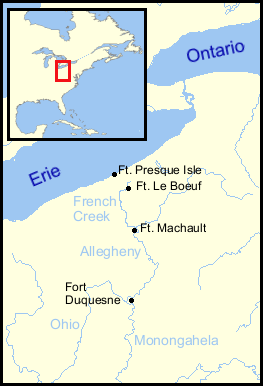
Den franska försvarslinjen längs Venangoleden.

Venangoleden var en indiansk kommunikationsled i den nordvästra delen av nuvarande Pennsylvania.

## Sträckning
Venangoleden förband området vid Alleghenyflodens och Monongahelaflodens sammanflöde, där Pittsburgh nu ligger, med Ontariosjön vid Presque Isle. Leden fick sitt namn efter Lenni Lenape-byn Venango där Nya Frankrike anlade ett fort 1754. 

## Försvarslinje
För att säkra Vengangoleden anlade Nya Frankrike 1753-1754 en försvarslinje i form av en serie skansar längs den. I linjen ingick Fort Presque Isle, Fort Le Boeuf, Fort Machault och Fort Duquesne.